# دومينيك باركلي
دومينيك باركلي (بالإنجليزية: Dominic Barclay)‏ (5 سبتمبر 1976 ببرستل في المملكة المتحدة - ) هو لاعب كرة قدم بريطاني في مركز الهجوم. لعب مع ماكليسفيلد تاون ونادي بانغور سيتي ونادي بريستول سيتي ونادي كيترينغ تاون وساتون يونايتد ونادي غلوستر سيتي وتشبنهام تاون.

## وصلات خارجية
- دومينيك باركلي على موقع قاعدة بيانات كرة القدم.إي يو (الإنجليزية)
- دومينيك باركلي على موقع Soccerbase.com (لاعب) (الإنجليزية)